# Paralysed Age
Paralysed Age – niemiecki zespół rocka gotyckiego oraz darkwave założony w 1991 roku. W roku 2006 zespół zawiesił działalność na nieokreślony czas.   

## Historia
Zespół w roku 1991 założyło trzech młodych niemieckich muzyków Marco Neumann, Stefan Kirsch i Michael Knust. Tego samego roku nagrali kolejno dwie wydane własnym sumptem kasety magnetofonowe zatytułowane The Last Procession oraz Candledance. W roku 1992 pod flagą Negative Choice grupa wydała kolejną kasetę Christened Child, a rok później kolejną Exile.       
W roku 1994 grupa nawiązała współpracę z wytwórnią Glasnost Records, w efekcie której ukazała się płyta CD Nocturne oraz EPka Bloodsucker.        
Materiał z tych wszystkich dotychczasowych wydawnictw został zebrany na wydanej w 1999 roku w USA kompilacji Empire Of The Vampire, w międzyczasie jednak w roku 1998 zespół zmienił zasadniczo skład, odeszli założyciele Marco Neumann i Stefan Kirsch a w nowym składzie zespołu jego członkami zostali Michael Knust (nadal) i Andrea Knust. Pod dotychczasową nazwą zespół działał dalej już jako duet.       
W tym składzie grupa nagrywała w amerykańskiej wytwórni Dancing Ferret Discs kolejne albumy. Były to kolejno, w roku 2001 Into The Ice, w nagrywaniu którego wzięła udział amerykańska skrzypaczka Rachel MacDonnell z zespołu The Crüxshadows, oraz w roku 2006 Tragedia Nosferata. Po wydaniu tej płyty zespół zaprzestał działalności i jego status stał się nieokreślony.       
W listopadzie 2016 roku pojawiła się nieoficjalna informacja o zbliżającym się ukazaniu kolejnego albumu grupy, zatytułowanego Intermezzo.

## Styl muzyczny
Muzyka zespołu to typowy rock gotycki, niektóre utwory nagrywane są jednak w stylu darkwave. Teksty zespołu często dotyczą wampirów i ogólnie rozmaitych "nocnych kreatur". Inspiracją dla zespołu, jak przyznają sami członkowie jest twórczość Brama Stokera i Edgara Allana Poego.

## Skład zespołu

### Ostatni
- Michael Knust - śpiew, gitara
- Andrea Knust - gitara basowa, instrumenty klawiszowe, śpiew (od 1998)

### Byli członkowie
- Marco Neumann - instrumenty klawiszowe, automat perkusyjny (1991 - 1997)
- Stefan Kirsch - gitara (1991 - 1997)

## Dyskografia

### Albumy i EP[6]
- 1991 - The Last Procession (MC, demo)
- 1991 - Candledance (MC, demo)
- 1992 - Christened Child (MC, Negative Choice)
- 1993 - Exile (MC, Negative Choice)
- 1994 - Bloodsucker (EP, Glasnost Records)
- 1994 - Nocturne (CD, Glasnost Records)
- 1999 - Empire Of The Vampire (Kompilacja, Dancing Ferret Discs)
- 2001 - Into The Ice (CD, Dancing Ferret Discs)
- 2006 - Tragedia Nosferata (CD, Dancing Ferret Discs)

### Wystąpienia na kompilacjach[8]
- 1992 - 040 Hamburg Strikes Back!
- 1992 - Art & Dance (Volume II)
- 1994 - Floating Waves (The Glasnost Compilation '94)
- 1994 - Negative Choice - Sieben Welten
- 1995 - "Stars, Hide Your Fires!"
- 1995 - "What Sweet Music They Make" Vol. 2
- 1995 - Touched By The Hand Of Goth
- 1999 - Music From The Succubus Club
- 2001 - Unquiet Grave III: Unearthing The Underground
- 2001 - The Best Of "What Sweet Music They Make"
- 2002 - Sonic Seducer Cold Hands Seduction Vol. 22
- 2002 - Isotank: Asleep By Dawn Issue #0
- 2003 - Dancing Ferret Discs Free Sampler
- 2003 - ZilloScope: New Signs & Sounds 4/03
- 2003 - Vier Factor #1
- 2003 - Dark Awakening Vol. 3
- 2005 - DJ Ferret's Underground Club Mix #1
- 2005 - Dancing In The Dark: 10 Years Of Dancing Ferret
- 2005 - :Per:Version: Vol. 4
- 2006 - Dancing In The Dark 2006
- 2006 - DJ Ferret's Underground Club Mix #2
- 2007 - Sonic Seducer Cold Hands Seduction Vol. 67